# Surowe (Mazovie)
Pour les articles homonymes, voir Surowe.
Surowe (prononciation : [suˈrɔvɛ]) est un village polonais de la gmina de Czarnia dans le powiat d'Ostrołęka de la voïvodie de Mazovie dans le centre-est de la Pologne.
Le village compte approximativement une population de 970 habitants en 2010.

## Histoire
De 1975 à 1998, le village appartenait administrativement à la voïvodie d'Ostrołęka.